# 바이타구

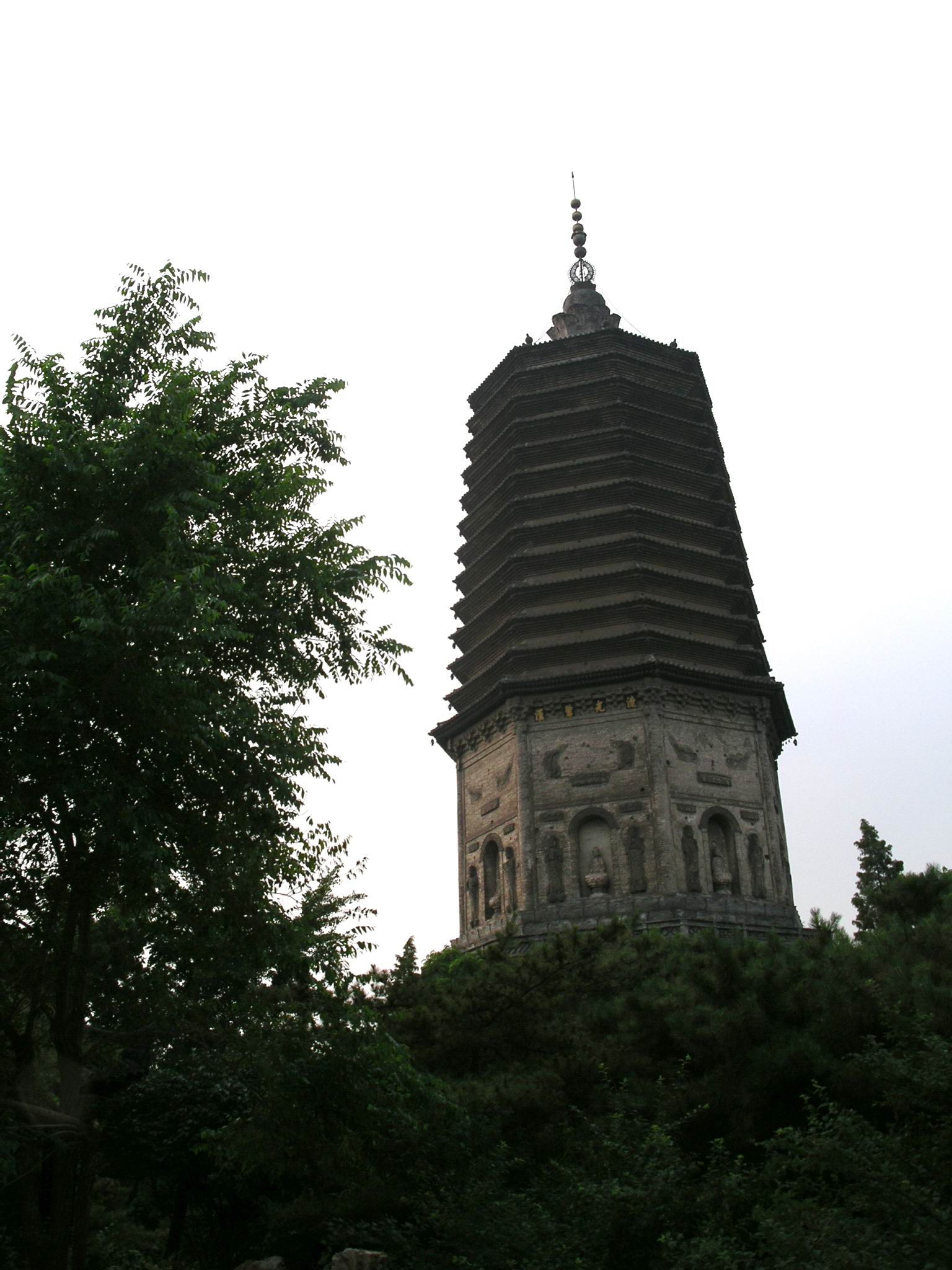

바이타구(한국어: 백탑구, 중국어: 白塔区, 병음: Báitǎ Qū)는 중화인민공화국 랴오닝성 랴오양 시의 행정구역이다. 넓이는 24km2이고, 인구는 2007년 기준으로 210,000명이다.

## 행정 구역
6개 가도를 관할한다.
- 가도: 星火街道, 胜利街道, 跃进街道, 卫国路街道, 站前街道, 铁西街道.